# 11 février aux Jeux olympiques d'hiver de 2018
Pour un article plus général, voir Jeux olympiques d'hiver de 2018.
Le dimanche 11 février aux Jeux olympiques d'hiver de 2018 est le quatrième jour de compétition et le deuxième jour avec des médailles décernées.  

## Programme
| Heure UTC+9 (Pyeongchang)                     |               |
| bleu                                          | Cérémonie     |
| neutre                                        | Épreuve       |
| or                                            | Finale        |
| orange                                        | Petite finale |
| rose                                          | Reporté       |
| gris                                          | Annulé        |
| Compétition masculine                         | Hommes        |
| Compétition féminine                          | Femmes        |
| Compétition mixte (hommes et femmes mélangés) | Mixte         |
| Compétition en couple (1 homme et 1 femme)    | Couple        |
| modifier                                      |               |

| Horaire | Discipline Spécialité | Discipline Spécialité                   | Discipline Spécialité                         | Phase                                | Résultats                                                            | Références |
| ------- | --------------------- | --------------------------------------- | --------------------------------------------- | ------------------------------------ | -------------------------------------------------------------------- | ---------- |
| 09 h 05 |                       | Curling Double mixte                    | Compétition en couple (1 homme et 1 femme)    | Premier tour 7e session              | 3-9                                                                  | [ 2 ]      |
| 09 h 05 |                       | Curling Double mixte                    | Compétition en couple (1 homme et 1 femme)    | Premier tour 7e session              | 7-5                                                                  | -          |
| 09 h 05 |                       | Curling Double mixte                    | Compétition en couple (1 homme et 1 femme)    | Premier tour 7e session              | 9-8                                                                  | [ 3 ]      |
| 09 h 05 |                       | Curling Double mixte                    | Compétition en couple (1 homme et 1 femme)    | Premier tour 7e session              | 8-3                                                                  | -          |
| 10 h 00 |                       | Patinage artistique Épreuve par équipes | Compétition mixte (hommes et femmes ensemble) | Danse courte (danse sur glace)       | -                                                                    | -          |
| 10 h 00 |                       | Patinage artistique Épreuve par équipes | Compétition mixte (hommes et femmes ensemble) | Programme court femmes               | -                                                                    | -          |
| 10 h 00 |                       | Patinage artistique Épreuve par équipes | Compétition mixte (hommes et femmes ensemble) | Programme libre couples              | -                                                                    | -          |
| 10 h 00 |                       | Snowboard Slopestyle                    | Compétition hommes                            | Finale                               | Redmond Gerard · Maxence Parrot · Mark McMorris                      | -          |
| 15 h 15 |                       | Ski de fond Skiathlon (30 km)           | Compétition hommes                            | Finale                               | Simen Hegstad Krüger · Martin Johnsrud Sundby · Hans Christer Holund | -          |
| 16 h 00 |                       | Patinage de vitesse 5 000 mètres        | Compétition hommes                            | Finale                               | Sven Kramer · Ted-Jan Bloemen · Sverre Lunde Pedersen                | -          |
| 16 h 40 |                       | Hockey sur glace Tournoi féminin        | Compétition femmes                            | Tour préliminaire Groupe A - Match 3 | 1-3                                                                  | -          |
| 20 h 00 |                       | Luge Simple (manches 3 et 4)            | Compétition hommes                            | Finale                               | David Gleirscher · Chris Mazdzer · Johannes Ludwig                   | -          |
| 20 h 05 |                       | Curling Double mixte                    | Compétition en couple (1 homme et 1 femme)    | Barrage                              | 6-9                                                                  | -          |
| 20 h 15 |                       | Biathlon Sprint (10 km)                 | Compétition hommes                            | Finale                               | Arnd Peiffer · Michal Krčmář · Dominik Windisch                      | -          |
| 21 h 00 |                       | Ski acrobatique Bosses                  | Compétition femmes                            | Finale                               | Perrine Laffont · Justine Dufour-Lapointe · Yuliya Galysheva         | -          |
| 21 h 10 |                       | Hockey sur glace Tournoi féminin        | Compétition femmes                            | Tour préliminaire Groupe A - Match 4 | 5-0                                                                  | [ 3 ]      |

## Tableau des médailles provisoire
- Pays organisateur (Corée du Sud)

| Rang  | Nation     | Or                             | Argent | Bronze                                                                    | Total |
| ----- | ---------- | ------------------------------ | --- | ------------------------------------------------------------------------- | ----- |
| 1     | Norvège    | Médaille d'or, Jeux olympiques | Médaille d'argent, Jeux olympiques                                                                           | Médaille de bronze, Jeux olympiques · Médaille de bronze, Jeux olympiques | 4     |
| 2     | États-Unis | Médaille d'or, Jeux olympiques | Médaille d'argent, Jeux olympiques                                                                           |                                                                           | 2     |
| 3     | Allemagne  | Médaille d'or, Jeux olympiques | | Médaille de bronze, Jeux olympiques                                       | 2     |
| 4     | Pays-Bas   | Médaille d'or, Jeux olympiques | |                                                                           | 1     |
| 4     | France     | Médaille d'or, Jeux olympiques | |                                                                           | 1     |
| 4     | Autriche   | Médaille d'or, Jeux olympiques | |                                                                           | 1     |
| 5     | Canada     |                                | Médaille d'argent, Jeux olympiques · Médaille d'argent, Jeux olympiques · Médaille d'argent, Jeux olympiques | Médaille de bronze, Jeux olympiques                                       | 4     |
| 6     | Tchéquie   |                                | Médaille d'argent, Jeux olympiques                                                                           |                                                                           | 1     |
| 7     | Italie     |                                | | Médaille de bronze, Jeux olympiques                                       | 1     |
| 7     | Kazakhstan |                                | | Médaille de bronze, Jeux olympiques                                       | 1     |
| Total | Total      | 6                              | 6 | 6                                                                         | 18    |

| Rang  | Nation             | Or                                                                                               | Argent | Bronze | Total |
| ----- | ------------------ | ------------------------------------------------------------------------------------------------ | --- | --- | ----- |
| 1     | Allemagne          | Médaille d'or, Jeux olympiques · Médaille d'or, Jeux olympiques · Médaille d'or, Jeux olympiques | | Médaille de bronze, Jeux olympiques                                                                             | 4     |
| 2     | Pays-Bas           | Médaille d'or, Jeux olympiques · Médaille d'or, Jeux olympiques                                  | Médaille d'argent, Jeux olympiques · Médaille d'argent, Jeux olympiques                                                                           | Médaille de bronze, Jeux olympiques                                                                             | 5     |
| 3     | Norvège            | Médaille d'or, Jeux olympiques                                                                   | Médaille d'argent, Jeux olympiques · Médaille d'argent, Jeux olympiques · Médaille d'argent, Jeux olympiques · Médaille d'argent, Jeux olympiques | Médaille de bronze, Jeux olympiques · Médaille de bronze, Jeux olympiques · Médaille de bronze, Jeux olympiques | 8     |
| 4     | États-Unis         | Médaille d'or, Jeux olympiques                                                                   | Médaille d'argent, Jeux olympiques | | 2     |
| 5     | Corée du Sud       | Médaille d'or, Jeux olympiques                                                                   | | | 1     |
| 5     | France             | Médaille d'or, Jeux olympiques                                                                   | | | 1     |
| 5     | Suède              | Médaille d'or, Jeux olympiques                                                                   | | | 1     |
| 5     | Autriche           | Médaille d'or, Jeux olympiques                                                                   | | | 1     |
| 9     | Canada             |                                                                                                  | Médaille d'argent, Jeux olympiques · Médaille d'argent, Jeux olympiques · Médaille d'argent, Jeux olympiques                                      | Médaille de bronze, Jeux olympiques                                                                             | 4     |
| 10    | République tchèque |                                                                                                  | Médaille d'argent, Jeux olympiques | Médaille de bronze, Jeux olympiques                                                                             | 2     |
| 11    | Finlande           |                                                                                                  | | Médaille de bronze, Jeux olympiques                                                                             | 1     |
| 11    | Russie (OAR)       |                                                                                                  | | Médaille de bronze, Jeux olympiques                                                                             | 1     |
| 11    | Italie             |                                                                                                  | | Médaille de bronze, Jeux olympiques                                                                             | 1     |
| 11    | Kazakhstan         |                                                                                                  | | Médaille de bronze, Jeux olympiques                                                                             | 1     |
| Total | Total              | 11                                                                                               | 11 | 11 | 33    |